# Actinostola
Actinostola is een geslacht van zeeanemonen uit de klasse van de Anthozoa (bloemdieren).

## Soorten
- Actinostola abyssorum (Danielssen, 1890)
- Actinostola bulbosa (Carlgren, 1928)
- Actinostola capensis (Carlgren, 1928)
- Actinostola carlgreni Wassilieff, 1908
- Actinostola chilensis McMurrich, 1904
- Actinostola crassicornis (Hertwig, 1882)
- Actinostola faeculenta (McMurrich, 1893)
- Actinostola georgiana Carlgren, 1927
- Actinostola groenlandica Carlgren, 1899
- Actinostola kerguelensis Carlgren, 1928